# Уланов, Борис Тебетович
Бори́с Тебетович Ула́нов — воевода на службе у московских князей Ивана III и Василия III.
В 1502 году участвовал как третий воевода большого полка в походе из Новгорода на «немецкие земли». В ноябре 1512 года с передовым полком ходил из Новгорода на Холм. В августе 1513 года водил передовой полк из Великих Лук к Полоцку. В июне 1514 года водил полк правой руки из Великих Лук к Орше и участвовал в Оршинской битве, в которой русская армия понесла тяжёлое поражение. В 1515—1516 годах сначала первый, а затем третий воевода полка правой руки в Великих Луках. В 1519 водил тот же полк на Полоцк. В 1521 году был воеводой в Вороноче, откуда послан в Торопец.